# Luziola gracillima
Luziola gracillima là một loài thực vật có hoa trong họ Hòa thảo. Loài này được Prodoehl mô tả khoa học đầu tiên năm 1922.